# Glycyphana quadriguttata
Glycyphana quadriguttata är en skalbaggsart som beskrevs av Snellen Van Vollenhoven 1864. Glycyphana quadriguttata ingår i släktet Glycyphana och familjen Cetoniidae. Inga underarter finns listade i Catalogue of Life.